# 盧班縣
51°07′N 15°18′E / 51.117°N 15.300°E
盧班縣（波蘭語：Powiat lubański），是波蘭的縣份，位於該國西南部，由下西里西亞省負責管轄，首府設於盧班，面積428平方公里，2006年人口57,061，人口密度每平方公里130人。